# Outstation Movement
Das  australische Outstation Movement, auch Homeland Movement genannt, hat zum Ziel, dass Aborigines aus Städten in ihr angestammtes Land zurücksiedeln. Die Besiedlung ihrer ursprünglichen Lebensräume erfolgt nicht auf Weisung der Regierung, sondern in Eigenverantwortung und mit Unterstützung offizieller Stellen. Die kleinen Homelands wurden vor allem im Northern Territory, in Western Australia und Victoria in von der Zivilisation entlegenen, ländlichen Gebieten aufgebaut. Im Northern Territory existieren mehr als 500 Outstations, in denen 30 % der dortigen Aborigines leben, darunter befinden sich im Siedlungsgebiet von Utopia 16 räumlich verteilte Outstations.

## Name
Die Namen Homeland oder Outstation, die in Australien für diese Bewegung auch als Kurznamen verwendet werden, sind austauschbar. Im hohen Norden des Northern Territory wird vor allem der Begriff Homeland verwendet, während andere Gemeinschaften in Zentralaustralien den Begriff Outstation vorziehen. Dabei legen die Aborigines Wert darauf, dass sie die traditionellen Eigentümer Australiens sind, ihr Land seit Jahrtausenden bewohnen und dass der Kontinent nie Terra Nullius war, ein Land, das keine Eigentümer hatte.

## Entwicklung dieser Bewegung
Seit der britischen Kolonisation Australiens kämpften die Aborigines in unterschiedlicher Weise gegen die Kolonisation ihres Landes und später vor allem um die Anerkennung ihrer Rechte als Bürger Australiens. Nachdem dies zumindest weitestgehend bis in die 1970er Jahre vor dem Gesetz gelang, brachten die Aborigines ihr Recht auf Land durch den Bau der Zelt-Botschaft vor dem Old Parliament House in Canberra zum Ausdruck. Durch diese Proteste erreichten sie, dass sich der Premierminister Gough Whitlam von der Australian Labor Party dieser Angelegenheit widmete und mit den Aborigines verhandelte. Er brach mit der seit 1930 betriebenen Politik der Assimilierung, die Aborigines aus ihren angestammten Gebieten in Missionsstationen oder Städte deportierte. Ferner spielte das 1966 erlassene Gesetz zum gleichen Lohn von Weißen und Aborigines eine Rolle, was zahlreiche Aborigines dazu brachte, in die Bevölkerungszentren Australiens umzusiedeln. 1973 erklärte der Commonwealth, die australische Regierung, dass er der Homeland-Bewegung unterstützen werde.
Der Ausgangspunkt der Homeland-Bewegung lag vor allem in der schlechten sozialen Lage der Aborigines, die in den Städten an Rande der Gesellschaft leben mussten und der Gefährdung durch Alkoholismus, Rauschmittelgenuss und in einer hohen Selbstmordrate. Vor allem Jugendliche waren gefährdet. Ein weiterer Grund war das Anliegen der Aborigines ihre eigene jahrtausend Jahre alte kulturellen Gepflogenheiten zu leben, in der unmittelbaren Nähe ihrer rituellen Plätze die Verbindung zu ihrem angestammten Land zu halten und dort zu leben. Dies war ihnen nur möglich, wenn sie wieder zu ihren Ursprüngen zurückkehren würden. Eine führende Rolle in der Entwicklung dieser Bewegung nahmen die Elder der Aborigines ein.
Wie problematisch die soziale und gesellschaftliche Lage der Aborigines Australiens war, kam im Rahmen der Untersuchung von zahlreichen Selbstmorden von Aborigines in Gefängnissen durch die von der Regierung eingesetzte Royal Commission into Aboriginal Deaths in Custody in den 1980er Jahren zum Ausdruck. Deutlich wurde, welche Probleme Aborigines haben, wenn sie außerhalb ihres Stammesgebietes in den Städten leben müssen.
In den 1980er Jahren bauten zahlreiche Aborigines-Stämme Siedlungen in ihrem angestammten Land auf, wie beispielsweise die Pintupi in Kintore im Northern Territory und Kiwirrkura in Western Australia oder die Anmatyerre und Alyawarre in Utopia im Northern Territory oder auch die Martu in Kunawarritji in Western Australia, die einen der größten Native Title mit 136.000 km² halten. 
Die Outstation-Bewegung ist Teil der Bewegung für die Rechte der Aborigines insgesamt. Diese soziale Bewegung begann 1946 mit dem Pilbara Strike, in dem soziale Rechte und Anspruch auf das angestammte Land erstmals von den Aborigines eingefordert wurden. Erstmals wurde den Aborigines die Möglichkeit eines Rechtsanspruches an Land im Aboriginal Land Rights (Northern Territory) Act 1976 zugestanden. Ein Durchbruch zur Anerkennung von ursprünglichem Landeigentum erfolgte 1992 durch das Urteil Mabo v. Queensland (No. 2). Im Jahre 1993 wurde der Native Title Act verabschiedet, der Rechtstitel auf Land erlassen kann. Dieser Rechtstitel ist die Voraussetzung dafür, dass die indigenen Australier Land des Commonwealth, Staates oder Territorys Rechtsansprüche formulieren können. Es ist lediglich die Möglichkeit, dass ihren traditionellen Interessen stattgegeben wird und das legale Eigentum und das Land übergeben werden kann.
Die Outstation-Bewegung ermöglichte Aborigines wieder in ihrem Land zu leben, das für sie besondere Bedeutung hat. Damit verbunden ist ein eigenständiges und relativ selbstbestimmtes Leben, dabei blieben bislang die Probleme der Bildung, Arbeit, Sprache, des Lebens und der Kultur, Gesundheit und sozialen Sicherheit für die Stämme der Aborigines sowohl in den Outstationen als auch an anderen Orten letztlich ungelöst. In vielen Outstations kam es daher auch zu einer zunehmenden Rückbesinnung (Retraditionalisierung) auf die ursprünglichen Traditionen und Werte. Dazu gehören auch die Subsistenzformen des Jagens und Sammelns – freilich in teilweise modernisierten Formen – die nunmehr von vielen Gruppen insbesondere in Arnhemland und in der Western-Desert-Region als zusätzliche Nahrungsquelle (meist deutlich unter 10 %, zum Teil jedoch über 25 %) genutzt wird.
Die meisten Ureinwohner im Outback sichern ihren Lebensunterhalt heute vorwiegend durch Hilfsarbeiten auf Farmen und Ranches, als Fremdenführer oder durch den Verkauf von Kunsthandwerk. Dennoch spielen die überlieferten Jagd- und Sammeltechniken bei vielen lokalen Gemeinschaften seit einigen Jahren wieder eine wichtige Rolle. Bei weitgehend assimilierten Gruppen wird die Jagd der Männer (mit Autos und Gewehren) als sozial hoch bewerteter Wochenendsport betrieben, doch bei traditionelleren Gruppen in den „Outstations“ dienen Jagen und Sammeln der Subsistenzergänzung. In einigen Regionen kommt es nach der Klärung der Landrechte.
Erst im Jahre 2009 erkannte die Australische Regierung die United Nations Declaration on the Rights of Indigenous Peoples formal an.

Artikel 3: Indigenous peoples have the right to self-determination. By virtue of that right they freely determine their political status and freely pursue their economic, social and cultural development.

Artikel 21(1): Indigenous peoples have the right, without discrimination, to the improvement of their economic and social conditions, including, inter alia, in the areas of education, employment, vocational training and retraining, housing, sanitation, health and social security. (United Nations Declaration on the Rights of Indigenous Peoples)

Politische Kräfte fordern nun von der Australischen Regierung, dass sie die UN-Deklaration mit Leben erfüllt, damit die Stämme ihre Selbstbestimmung und ihre eigene Entwicklung betreiben können.
Der derzeit (2015) regierende Premierminister von Western Australia Colin Barnett plant etwa die Hälfte der 241 Out-Station-Siedlungen wieder zu schließen. Unterstützt wird er dabei vom australischen Premierminister Tony Abbott, beide sind Mitglieder der Liberal Party of Australia.

## Probleme der Outstations
Da die Homelands in entfernten Gebieten liegen, sind sie während der Regenzeit über Land lange Zeit nicht erreichbar. Flüge sind daher die einzige und teure Möglichkeit, die Verbindung zur Außenwelt zu halten. Dabei ist zu bedenken, dass der Satellitenempfang in der Regenzeit ausfallen kann und im Notfall keine Nachricht gesendet werden kann. Nur 6 % einer kleinen Gruppe von Befragten in den Homelands gaben an, einen Computer zu haben, und die anderen wünschten sich zur Anschaffung eine finanzielle Unterstützung.
2009 forderte eine Delegation von Elders des östlichen Arnhem Lands in einer von 27.000 Personen unterschriebenen Resolution die Zukunft der Homelands zu sichern.
Amnesty International unterstützt die Homelands und erklärte 2011, dass diese nach ihrer Auffassung einen wesentlichen und messbaren Beitrag zur Förderung der Gesundheit, Beschäftigung und Wohlfahrt der Aborigines leisten.